# Philipp Krementz
Philipp Krementz (Coblenza, 1º dicembre 1819 – Colonia, 6 maggio 1899) è stato un cardinale e arcivescovo cattolico tedesco.

## Biografia
Philipp Krementz nacque a Coblenza il 1º dicembre 1819 e ricevette la cresima il 16 giugno 1833.
Studiò teologia all'Università di Bonn, passando poi all'Università di Monaco e ricevendo il dottorato il 21 dicembre 1867.
Nel frattempo il 27 agosto 1842 era stato ordinato sacerdote nella diocesi di Treviri ed era divenuto cappellanno nella chiesa di St. Kastor a Coblenza. Canonico onorario del capitolo della cattedrale di Treviri dal 1859, ne divenne vicario generale dal 22 ottobre 1867.
Eletto vescovo di Varmia, in Prussia, dal 20 dicembre 1867, venne consacrato il 3 maggio 1868 a Coblenza per mano di Paul Ludolf Melchers, arcivescovo di Colonia. Prese parte come padre conciliare al Concilio Vaticano I. Presidente della Conferenza dei Vescovi Cattolici tenutasi a Fulda nel 1884-1896, il 30 giugno 1885 venne promosso alla sede metropolitana di Colonia.
Papa Leone XIII lo elevò al rango di cardinale nel concistoro del 16 gennaio 1893, ricevendo tre giorni dopo la berretta cardinalizia ed il titolo di San Crisogono.
Morì il 6 maggio 1899 all'età di 79 anni a Colonia, nella cui cattedrale cittadina la sua salma fu esposta alla pubblica venerazione e quindi sepolta.

## Genealogia episcopale e successione apostolica
La genealogia episcopale è:
- Cardinale Scipione Rebiba
- Cardinale Giulio Antonio Santori
- Cardinale Girolamo Bernerio, O.P.
- Arcivescovo Galeazzo Sanvitale
- Cardinale Ludovico Ludovisi
- Cardinale Luigi Caetani
- Cardinale Ulderico Carpegna
- Cardinale Paluzzo Paluzzi Altieri degli Albertoni
- Papa Benedetto XIII
- Papa Benedetto XIV
- Papa Clemente XIII
- Cardinale Giovanni Carlo Boschi
- Cardinale Bartolomeo Pacca
- Cardinale Francesco Serra Cassano
- Arcivescovo Joseph Maria Johann Nepomuk von Fraunberg
- Cardinale Johannes von Geissel
- Vescovo Eduard Jakob Wedekin
- Cardinale Paul Ludolf Melchers, S.I.
- Cardinale Philipp Krementz

La successione apostolica è:
- Vescovo Franz Adolf Namszanowski (1868)
- Vescovo Robert Herzog (1882)
- Vescovo Johann Baptist von Anzer, S.V.D. (1886)
- Cardinale Anton Hubert Fischer (1889)
- Vescovo Hermann Jakob Dingelstad (1890)
- Vescovo Augustinus Göckel (1890)
- Vescovo Ludwig Wahl (1890)
- Arcivescovo Hubert Theophil Simar (1892)